# Casalmorano
Casalmorano é uma comuna italiana da região da Lombardia, província de Cremona, com cerca de 1.653 habitantes. Estende-se por uma área de 12 km², tendo uma densidade populacional de 138 hab/km². Faz fronteira com Annicco, Azzanello, Casalbuttano ed Uniti, Castelvisconti, Genivolta, Paderno Ponchielli, Soresina.

## Demografia
| Variação demográfica do município entre 1861 e 2011                               |
|                                                                                   |
| Fonte: Istituto Nazionale di Statistica (ISTAT) - Elaboração gráfica da Wikipedia |